# Skyttegang
En skyttegang er en forsvarsmæssig struktur i form af en hævet, beskyttet gangsti bag en fæstnings brystværn.
I tidlige befæstninger var høje borgmure vanskelige at forsvare nedefra på indesiden af fæstningen. Skyttegange blev udviklet som en gangbro, der gjorde det muligt for forsvarere at patruljere langs toppen af voldene, beskyttet udefra af brystværnet eller en parapet – hvilket gav dem en fordelagtig position til at skyde eller kaste projektiler.
Der er også eksempler på midlertidige skyttegange, der er opført i træ på ydersiden af en borgmur eller et tårn..